# Jayson Obazuaye
Jayson Obazuaye (Santa Clara, 27 luglio 1984) è un ex cestista statunitense con cittadinanza nigeriana.

## Carriera
Con la Nigeria ha disputato tre edizioni dei Campionati africani (2007, 2009, 2011).